# Smołdzino (gmina)
Smołdzino (do 1954 gmina Gardna Wielka) – gmina wiejska w województwie pomorskim, w powiecie słupskim. W latach 1975–1998 gmina położona była w województwie słupskim.
Siedziba gminy to Smołdzino.
Gmina położona nad Morzem Bałtyckim w zlewni rzek Łupawy i Łeby.
Na Wybrzeżu Słowińskim i nad jeziorem Łebskim (obszar Słowińskiego Parku Narodowego) znajdowały się nieistniejące obecnie wsie i osady słowińskie: Boleniec, Ciemińskie, Pawełki i Żeleskie
Według danych z 31 grudnia 2010 gminę zamieszkiwało 3398 osób.

## Struktura powierzchni
Według danych z roku 2002 gmina Smołdzino ma obszar 257,24 km², w tym:
- użytki rolne: 29%
- użytki leśne: 25%

Gmina stanowi 11,16% powierzchni powiatu.

## Demografia

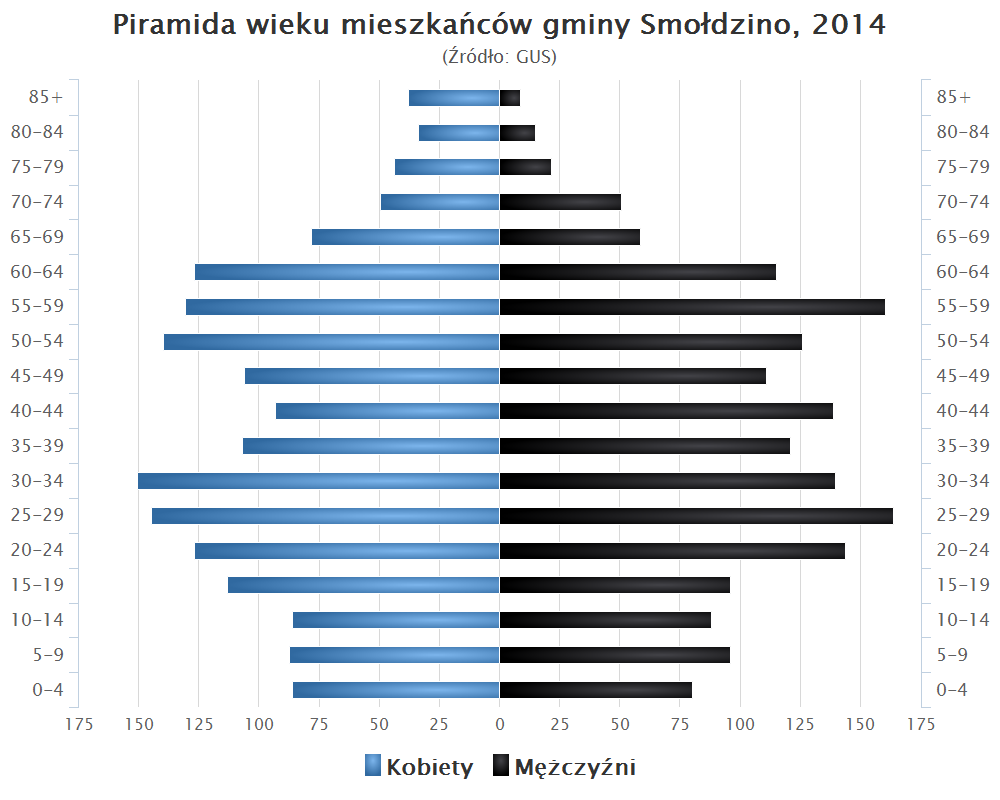
Piramida wieku mieszkańców gminy Smołdzino w 2014 roku

Dane z 30 czerwca 2004:
| Opis                              | Ogółem | Ogółem | Kobiety | Kobiety | Mężczyźni | Mężczyźni |
| --------------------------------- | ------ | ------ | ------- | ------- | --------- | --------- |
| Jednostka                         | osób   | %      | osób    | %       | osób      | %         |
| Populacja                         | 3495   | 100    | 1748    | 50      | 1747      | 50        |
| Gęstość zaludnienia [mieszk./km²] | 13,6   | 13,6   | 6,8     | 6,8     | 6,8       | 6,8       |

## Atrakcje turystyczne
- Kościół (1632) z wczesnobarokowym ołtarzem i amboną z początków XVII wieku,
- Muzeum Słowińskiego Parku Narodowego,
- Muzeum Wsi Słowińskiej w Klukach,
- Wieża widokowa na wzgórzu Rowokół,
- Przystań żeglarska w Gardnie Wielkiej, nad jeziorem Gardno,
- Latarnia Morska Czołpino
- Szlaki turystyczne.

## Miejscowości bez statusu sołectwa
Przybynin, Wysoka

## Ochrona przyrody
- Słowiński Park Narodowy
  - Obszar ochrony ścisłej Gardnieńskie Lęgi
  - Obszar ochrony ścisłej Jezioro Dołgie Małe
  - Rezerwat przyrody Kluki[potrzebny przypis]
  - Obszar ochrony ścisłej Klukowe Buki
  - Obszar ochrony ścisłej Klukowe Lęgi
  - Obszar ochrony ścisłej Mierzeja
  - Obszar ochrony ścisłej Moroszka
  - Obszar ochrony ścisłej Wyspa Kamienna
- Rezerwat przyrody Wierzchocińskie Jałowce
- Rezerwat przyrody Rowokół (zlikwidowany)

## Sołectwa[5]
1. Bukowa
2. Człuchy
3. Czysta
4. Gardna Mała
5. Gardna Wielka
6. Kluki
7. Komnino
8. Łokciowe
9. Retowo
10. Siecie
11. Smołdzino
12. Smołdziński Las
13. Stojcino
14. Wierzchocino
15. Witkowo
16. Żelazo

## Sąsiednie gminy
Główczyce, Łeba, Redzikowo, Ustka, Wicko